# Robert Williams de Park
Sir Robert Williams de Park, 1.º Baronete ComC (Aberdeen, 21 de Janeiro de 1860 — Drumoak, 25 de Abril de 1938) foi o impulsionador da construção do Caminho de Ferro de Benguela, em Angola. Nascido em Aberdeen, na Escócia, foi engenheiro de minas, explorador pioneiro da África, empreendedor e construtor de caminhos-de-ferro, tendo sido um dos principais responsáveis pela descoberta das grandes reservas de cobre na província do Catanga, na actual República Democrática do Congo, e na Rodésia do Norte (hoje Zâmbia).

## Biografia
Robert Williams era muito próximo de Cecil Rhodes, tendo sido seu empregado, conselheiro e sócio, em diversos empreendimentos deste, desde a primeira vez que se encontraram em 1885 até à morte de Rhodes em 1902.
Em 1902, tomou conta da construção do Caminho de Ferro de Benguela, que viria a ser concluído em 1929. Nessa ocasião, participou na cerimónia comemorativa da conclusão da linha em Luau (então denominada Vila Teixeira de Sousa), em cuja estação foi colocada uma pedra comemorativa de granito, com uma inscrição.
Até à independência de Angola, em 1975, Caála designou-se como Vila Robert Williams, em sua homenagem.
Após a primeira guerra mundial, adquiriu uma mansão chamada Park House, em Drumoak, perto de Aberdeen. Mais tarde, recebeu da cidade a condecoração Freedom of the City of Aberdeen. Em 1928, tornou-se o primeiro baronete de Park. Foi também distinguido como Comendador da Ordem Militar de Cristo, pelo governo português, a 18 de Outubro de 1928.